# Tadeusz Malinowski (archeolog)
Tadeusz Czesław Malinowski (ur. 8 kwietnia 1932 w Poznaniu, zm. 20 grudnia 2018) – polski naukowiec, archeolog. Specjalizował się w epoce brązu i wczesnej epoce żelaza.

## Życiorys
Syn Czesławy z domu Brożek i Czesława Malinowskiego herbu Pobóg, brat Andrzeja, polskiego antropologa. Jako dziecko przeżył drugą wojnę światową i po ucieczce ojca za granicę i aresztowaniu matki przez Gestapo przebywał u rodziny w Radomiu i Lublinie. Od razu po wojnie żył w Chełmie Lubelskim a potem w pierwszych latach powojennych w Szczecinie.
Ukończył studia archeologiczne na Uniwersytecie Poznańskim w roku 1955, tamże uzyskał stopień doktora (1960) i doktora habilitowanego (1969). W 1980 roku otrzymał tytuł profesora nadzwyczajnego, a w 1989 profesora zwyczajnego. Do jego nauczycieli należą:  Józef Kostrzewski, Witold Hensel oraz Eugeniusz Frankowski. Otrzymując stopień doktora w jego dorobku znajdowało się już 47 publikacji naukowych.

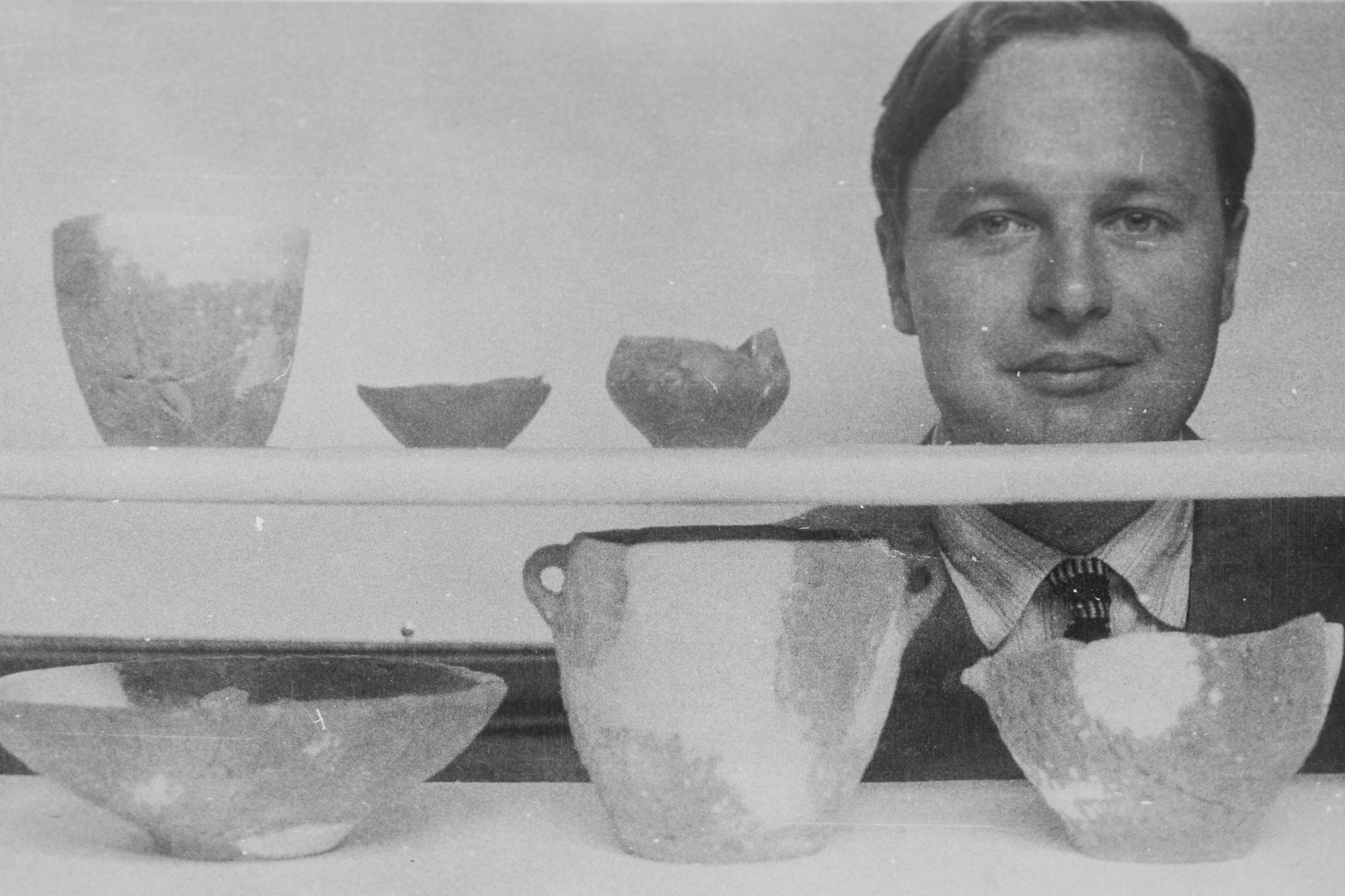
w Muzeum Archeologicznym w Poznaniu, 1958

W latach 1950–1975 był pracownikiem Muzeum Archeologicznego w Poznaniu, później, do 1993 roku, był profesorem Wyższej Szkoły Pedagogicznej w Słupsku, następnie, do 2002 roku, Uniwersytetu Zielonogórskiego. W latach 1973–1974 prowadził wykłady gościnne w Katedrze Archeologii Uniwersytetu Łódzkiego, w latach 1979-1980 w Instytucie Archeologii i Etnografii Uniwersytetu Mikołaja Kopernika w Toruniu i w latach 2002-2004 w Wyższej Szkole Umiejętności Społecznych w Poznaniu. Brał udział w licznych wykopaliskach archeologicznych w Wielkopolsce i poza jej obszarem. Między innymi uczestniczył w badaniach grodziska wczesnośredniowiecznego zespołu osadniczego w Saint-Jean-le Froid w departamencie Aveyron we Francji. Prowadził też między innymi badania na grodziskach z wczesnej epoki żelaza w Słupcy, Smuszewie w pow. wągrowieckim i Komorowie w pow. szamotulskim, a ponadto na późnośredniowiecznym cmentarzysku położonym na górze Rowokół w Smołdzinie w pow. słupskim. W Komorowie rozkopywał również cmentarzysko wczesnośredniowieczne i ślady osadnictwa nowożytnego.
Jest autorem ponad 380 publikacji naukowych i popularnonaukowych, w tym kilkunastu książek, ogłoszonych w kraju i za granicą – w Belgii, b. Czechosłowacji, Francji, Japonii, b. Jugosławii, Niemczech, Norwegii, Stanach Zjednoczonych, na Węgrzech, w Wielkiej Brytanii i we Włoszech.
Po przejściu na emeryturę obszerny księgozbiór (kilka tysięcy tomów), materiały ilustracyjne (fotografie i rysunki) oraz przezrocza zostały zakupione przez Uniwersytet Rzeszowski dla tamtejszego Instytutu Archeologii i zostały poddane zapisaniu cyfrowym.
Jako profesor emeritus mieszkał w Poznaniu, w dalszym ciągu był recenzentem prac doktorskich oraz habilitacji, kontynuował pracę naukową.

### Działalność badawcza
W swoim dorobku naukowym zajmował się przede wszystkim obrządkami pogrzebowymi w pradziejach i we wczesnym średniowieczu w Europie Środkowej. Ponadto zajmował się znaczeniem bursztynu w pradziejach i we wczesnym średniowieczu Europy, przedstawieniami twarzy w ceramice obrzędowej w pradziejach Europy oraz instrumentami muzycznymi i narzędziami dźwiękowymi z wykopalisk archeologicznych od pradziejów po czasy nowożytne w Europie Środkowej. Opisywał również kwestie etnogenezy Słowian oraz zajmował się interdyscyplinarnymi badaniami pradziejów. Poprzez 25 lat pracy w Muzeum Archeologicznym w Poznaniu również szczególnie zajmował się muzealnictwem archeologicznym.

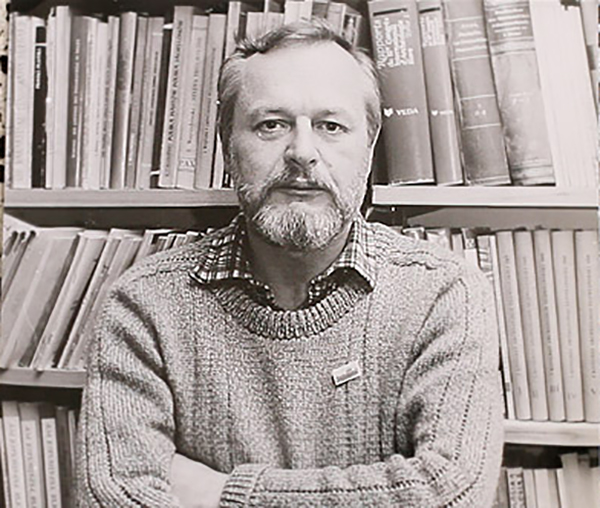
we własnej bibliotece w Słupsku z emblemem NSZZ Solidarność, ok. 1989

### Działalność pozanaukowa
Był wiceprzewodniczącym zarządu okręgu Związku Zawodowego Pracowników Kultury i Sztuki w Poznaniu (1970-1973). Ponadto wraz z bratem Andrzejem Malinowskim brał udział w publikacji książki Wspomnienia z obozów – Majdanek-Oświęcim-Ravensbrück-Neu Rohlau-Zwodau Czesławy Malinowskiej (Wyd. Sorus, Poznań 2008).

## Członkostwa naukowe
- 1957 Poznańskie Towarzystwo Przyjaciół Nauk
- 1967 Current Anthropology w Chicago
- 1973 Komitet Archeologii Oddział PAN w Poznaniu
- 1983 The Study Group on Music Archaeology w Hanowerze
- 1990 Komitet Nauk Pra- i Protohistorycznych PAN
- 1993 Komitet Archeologii Oddział PAN we Wrocławiu
- 1999 Lubuskie Towarzystwo Naukowe[6]

## Odznaczenia
- 1978 Złoty Krzyż Zasługi
- 1990 Krzyż Kawalerski Orderu Odrodzenia Polski
- 1998 Medal Komisji Edukacji Narodowej (KEN)[6]

## Publikacje
18 książek, m.in.:
- Katalog cmentarzysk ludności kultury łużyckiej w Polsce, tom 1 i 2, Warszawa, 1961, Instytut Historii Kultury Materialnej PAN
- Obrządek pogrzebowy ludności kultury pomorskiej, Wrocław, Warszawa, Kraków, 1969, Ossolineum
- Katalog cmentarzysk ludności kultury pomorskiej, tom 1-3, Słupsk 1979-1981, Wyższa Szkoła Pedagogiczna w Słupsku
- Wielkopolska w otchłani wieków, Poznań 1985, Wydawnictwo Poznańskie
- Laski. Materiały z cmentarzyska kultury łużyckiej, część 1 do 4, Słupsk, 1988-1991, Wyższa Szkoła Pedagogiczna w Słupsku
- Komorowo, stanowisko 1: grodzisko kultury łużyckiej – faktoria na szlaku bursztynowym, Rzeszów, 2006, Uniwersytet w Rzeszowie

ok. 380 publikacji naukowych, m.in.:
- Grodziska kultury łużyckiej w Wielkopolsce, „Fontes Archaeologici Posnanienses”, tom 5, 1955
- Obrządek pogrzebowy ludności kultury łużyckiej w Polsce, „Przegląd Archeologiczny”, tom 14, 1962
- Problem pogranicza prasłowiańsko-prailiryjskiego, „Slavia Antiqua”, tom 21, 1975
- Les hochets en argile dans la civilisation lusacienne de Pologne (age du bronze – age du fer), w: „La pluridisciplinarite en archeologie musicale”, tom 1, Paris, 1994
- Niektóre zagadnienia rozwoju kulturowego u schyłku epoki brązu i we wczesnej epoce żelaza w Europie Środkowej, w: „Kultura pomorska i kultura grobów kloszowych”, Warszawa, 1995
- Łaba – Odra – Wisła: oddziaływania kulturowe u schyłku epoki brązu i we wczesnej epoce żelaza, w: „Rola Odry i Łaby w przemianach kulturowych epoki brązu i epoki żelaza”, Wrocław-Gliwice, 1997

## Życie prywatne
Żonaty z archeolożką Marią Malinowską (ur. Konieczna, wykopaliska w Ostrowie Tumskim) w 1955 roku. Córka Anna Felbabel (ur. Malinowska w 1955 r.) i syn Antoni Malinowski (ur. 1962). Występuje w pełnometrażowym filmie dokumentalnym Filipa Antoniego Malinowskiego pod tytułem Eksmisja z 2012 roku.